# Rufus Reid
Rufus Reid (nacido el 10 de febrero de 1944 en Atlanta, Georgia) es un bajista, educador y compositor jazz estadounidense. 

## Biografía
Se crio en Sacramento, California, donde tocó la trompeta durante la secundaria y la preparatoria. Al graduarse de Sacramento High School, ingresó a la Fuerza Aérea de los Estados Unidos como trompetista. Durante ese período comenzó a interesarse seriamente por el bajo.
Después de cumplir con sus deberes en el ejército, decidió que quería seguir una carrera como bajista profesional. Se mudó a Seattle, Washington, donde comenzó a estudiar seriamente con James Harnett de la Sinfónica de Seattle. Continuó su educación en la Universidad Northwestern en Evanston, Illinois, donde estudió con Warren Benfield y el bajista principal, Joseph Guastefeste, ambos de la Sinfónica de Chicago. Se graduó en 1971 con una Licenciatura en Música con especialización en interpretación en contrabajo.
Su carrera profesional comenzó en Chicago y continúa desde 1976 en la ciudad de Nueva York. Tocando con cientos de los mejores músicos del mundo, es famoso el bajista que eligió el saxofonista Dexter Gordon cuando regresó a los Estados Unidos después de su exilio de una década en Dinamarca. Sus colegas incluyen a Thad Jones, Nancy Wilson, Eddie Harris y Bob Berg.
Ha sido residente de Teaneck, Nueva Jersey.  

## Discografía

### Como líder
- Terrestrial Dance Rufus Reid Trio (Newvelle Records - En vinilo)
- Quiet Pride - The Elizabeth Catlett Project (Motéma Music)
- Hues of a Different Blue (Motéma)
- Out Front (Motéma)
- Live at the Kennedy Center (Motéma)
- The Gait Keeper (Sunnyside)
- Perpetual Stroll (Theresa)
- Seven Minds (Sunnyside)
- Corridor To The Limits (Sunnyside)
- Mirth Song, con Harold Danko (Sunnyside)
- Double Bass Delights, con Michael Moore (Double-Time)
- Intimacy of the Bass, con Michael Moore (Double-Time)
- Song for Luis, con Ron Jackson (Mastermix)
- Alone Together, con Peter Ind (Wave)

Con Akira Tana
- Yours and Mine (Concord Jazz, 1991)
- Passing Thoughts (Concord Jazz, 1992)
- Blue Motion (Paddle Wheel, 1993)
- Rumour con Charles Licata Rumour (Charles Publishing, 1995)
- Looking Forward (Evidence, 1995)
- Back to Front (Evidence, 1998)

### Como acompañante
Con Kenny Barron
- Autumn in New York (Uptown, 1984)
- The Moment (Reservoir, 1991)
- Other Places (Verve, 1993)
- Spirit Song (Verve, 1999)

Con Jane Ira Bloom
- Art and Aviation (Arabesque, 1992)
- The Nearness (Arabesque, 1996)

Con Kenny Burrell
- Listen to the Dawn (Muse, 1980 [1983])
- Ellington a la Carte (Muse, 1983 [1993])
- A la Carte (Muse, 1983 [1985])
- Sunup to Sundown (Contemporary, 1991)

Con Donald Byrd
- Harlem Blues (Landmark, 1987)
- A City Called Heaven (Landmark, 1991)

Con George Cables
- Circle (Contemporary, 1979 [1985])
- A Letter to Dexter (Kind of Blue, 2006)

Con Art Farmer
- Nostalgia (Baystate, 1983) Con Benny Golson
- You Make Me Smile (Soul Note, 1984)
- Something to Live For: The Music of Billy Strayhorn (Contemporary, 1987)
- Blame It on My Youth (Contemporary, 1988)
- Ph.D. (Contemporary, 1989)

Con Ricky Ford
- Tenor for the Times (Muse, 1981)
- Shorter Ideas (Muse, 1984)

Con Frank Foster and Frank Wess
- Two for the Blues (Pablo, 1984)
- Frankly Speaking (Concord, 1985)

Con Stan Getz
- Anniversary! (EmArcy, 1987 [1989])
- Serenity (Emarcy, 1987 [1991])

Con Dexter Gordon
- The Chase! (Prestige, 1970) Con Gene Ammons
- Manhattan Symphonie (1978)

Con Eddie Harris
- Instant Death (Atlantic, 1971)
- Eddie Harris Sings the Blues (Atlantic, 1972)
- Excursions (Atlantic, 1966–73)
- Is It In (Atlantic, 1973)
- I Need Some Money (Atlantic, 1974)
- Bad Luck Is All I Have (Atlantic, 1975)

Con Andrew Hill
- Shades (1986)
- Eternal Spirit (1989)

Con J. J. Johnson
- Quintergy (1988)
- Standards (1988)
- Let's Hang Out (1992)
- The Brass Orchestra (1996)
- Heroes (1998)

Con Lee Konitz
- Figure & Spirit (Progressive, 1976)
- Ideal Scene (1986)

Con Rob Schneiderman
- New Outlook (Reservoir, 1988)
- Smooth Sailing (Reservoir, 1990)

Con The Thad Jones/ Mel Lewis Orchestra
- It Only Happens Every Time (1977)
- The Thad Jones Mel Lewis Quartet (Artists House, 1978)

Con others
- Roni Ben-Hur, Fortuna (2008)
- Jack DeJohnette, Album Album (ECM, 1984)
- Dan Faulk, Focusing In (Criss Cross Jazz, 1992)
- Benny Golson, Benny Golson Quartet (LRC Ltd. 1990)
- Barry Harris, For the Moment (Uptown, 1985)
- Jimmy Heath, New Picture (Landmark, 1985)
- Bobby Hutcherson, Cruisin' the 'Bird (Landmark, 1988)
- The Jazztet, Nostalgia (Baystate, 1983)
- Etta Jones, My Mother's Eyes (Muse, 1977)
- Frank Kimbrough, Monk's Dreams: The Complete Compositions of Thelonious Sphere Monk (Sunnyside, 2018)
- Kirk Lightsey, From Kirk to Nat (Criss Cross Jazz, 1991)
- Maulawi, Maulawi (Strata)
- Billy Mitchell, De Lawd's Blues (Xanadu, 1980)
- Tete Montoliu, A Spanish Treasure (Concord Jazz, 1991)
- Ralph Moore, Round Trip (Reservoir, 1985 [1987])
- Joe Newman and Joe Wilder, Hangin' Out (Concord Jazz, 1984)
- Claudio Roditi, Claudio! (Uptown, 1985)
- Michel Sardaby, Going Places (Sound Hills, 1989)
- Jack Sheldon, Playing for Change (Uptown, 1986 [1997])
- John Stubblefield, Confessin' (Soul Note, 1984)
- Jon Irabagon, The Observer (2009)
- Geoff Keezer, Waiting In The Wings (Sunnyside, 1989)

## Libros
- The Evolving Bassist (1974) (2° edición: ISBN 978-0-9676015-0-2)

## Contribuciones a la educación
- Talleres de jazz de verano de Jamey Aebersold
- Taller de jazz de Stanford
- El Instituto Lake Placid
- Profesor emérito, [3] Universidad William Paterson, programa de Estudios e Interpretación del Jazz (1979-1999)
- Conferencia anual de bajo de la "Fundación Richard Davis para jóvenes bajistas"
- El proyecto de jazz de Sligo
- Taller de verano de la Bass Coalition

## Premios y honores
- 1997 - premio Humanitario, Asociación Internacional para la Educación del Jazz (IAJE)
- 1998 - premio al logro del educador de jazz, bajista
- 1999 - educador destacado, Capítulo de Nueva Jersey de la IAJE
- 2001 - premio al Logro Distinguido, Sociedad Internacional de Bajistas
- 2005 - premio Mellon Jazz Living Legacy, Mid Atlantic Arts Foundation
- Premio 2006 - concurso de Composición Raymond y Beverly Sackler, administrado por la Universidad de Connecticut
- Beca 2006 - consejo Estatal de las Artes de Nueva Jersey
- 2006 - beneficiario de la Comisión Strayhorn de ASCAP/IAJE
- 2008 - beca Guggenheim, categoría Artes creativas/Composición musical
- Premio Charlie Parker de Composición de Jazz ("Skies Over Emilia")